# National Gallery of Ireland
The National Gallery of Ireland (irsk: Gailearaí Náisiúnta na hÉireann) er et kunstmuseum i Dublin, der rummer en samling af irsk og europæisk kunst. Indgangen ligger på Merrion Square ved siden af Leinster House, og der er yderligere en indgang på Clare Street. Museet blev grundlagt i 1754 og åbnede 10 år senere.
Det har en omfattende samling af irske malerie, og det er også kendt for sin samling af værker fra barokken og den hollandske guldalder. Siden 2022 har Caroline Campbell ledet museet.

## Direktører
- George Mulvany, 1861–1869
- Henry Doyle, 1869–1892
- Walter Armstrong, 1892–1914
- Hugh Lane, 1914–15
- Walter G. Strickland, 1915–16
- Robert Langton Douglas, 1916–1923
- Lucius O'Callaghan, 1923–1927
- Thomas Bodkin, 1927–1935
- George Furlong, 1935–1950
- Thomas McGreevy, 1950–1963
- James White, 1964–1980
- Homan Potterton, 1980–1988
- Raymond Keaveney, 1988–2012
- Sean Rainbird, 2013–2022
- Caroline Campbell 2022–n

## Galleri
- Domenico Ghirlandaio, Presumed Portrait of Clarice Orsini, Wife of Lorenzo the Magnificent, before 1494
- Andrea Mantegna, Judith, 1490s
- Workshop of  Lucas Cranach the Elder,  Judith with the Head of Holofernes, c 1550
- Titian, Ecce Homo, 1558–60
- Hendrick Avercamp, Scene on the Ice, c 1620
- Rembrandt, Interior with Figures, 1628
- Jan Brueghel the Younger and Peter Paul Rubens, Christ in the House of Martha and Mary, 1628
- Paulus Moreelse, Girl wearing a Gold Chain, 1632
- Rembrandt, Portrait of a Woman with Gloves, c 1632–1642
- Frans Hals, Fisher Boy, c 1630–32
- Dirck Hals,  A Woman Sewing by Candlelight, 1633
- Nicolas Poussin, The Holy Family (Sainte Famille), c 1649
- Jacob van Ruisdael, Burg Bentheim, 1653
- Diego Velázquez, La mulata (La cena de Emaús), before 1660
- William Hogarth, A Woman Swearing a Child to a Grave Citizen, c.1729
- Frederic William Burton,  The Meeting on the Turret Stairs, 1864
- Walter Osborne, In a Dublin Park, Light and Shade, 1895